# Phryxe pavida
Phryxe pavida là một loài ruồi trong họ Tachinidae.